# Група курганів (Сиваківці)
Група курганів — археологічна пам'ятка поблизу села Сиваківці. Кургани розташовані неподалік впадіння річки Кобильня в річку Десну. З початку XVII ст. дані кургани носять назву «Могила Клобучище».